# RF-8-GAZ-98
La RF-8-GAZ-98 (in cirillico: РФ-8-ГАЗ-98), nota anche come RF-8 (РФ-8) o GAZ-98 (ГАЗ-98), è una aeroslitta militare prodotta in serie dalla industria automobilistica sovietica Gor'kovskij Avtomobil'nyj Zavod (GAZ) durante la seconda guerra mondiale.

## Nome
L'aeroslitta ebbe il nome di progetto RF-8 (РФ-8) dall'ufficio progettazione del "Narkomrechflot" (la "Commissione popolare delle flotte fluviali"). Quando la produzione fu affidata alla GAZ, il modello venne battezzato con il nome di fabbrica GAZ-98 (ГАЗ-98). In molti documenti sovietici questo modello viene citato con il doppio nome RF-8-GAZ-98.

## Caratteristiche
Lo scafo della GAZ-98 è costruito su una struttura in legno costituita da longheroni longitudinali e 15 traverse, con un rivestimento di compensato. La slitta poggiava su quattro pattini di cui quelli anteriori sterzanti; questi ultimi erano collegati da una barra trasversale per assicurare che ruotassero dello stesso angolo.
L'abitacolo, semi-aperto, poteva ospitare due persone in linea: il mitragliere nella postazione anteriore ed il pilota in quella posteriore. La cabina del pilota era dotata di volante per la guida, che agiva sui pattini tramite cavi, e i pedali di acceleratore, freno ed un pedale che azionava un dispositivo atto a disimpegnare la slitta quando fosse stata bloccata dal ghiaccio.